# ウィデメール
ウィデメール（ラテン語: Videmiro、生年不詳 - 474年頃）は5世紀のゴート人の指導者の一人。同時代に東ローマ帝国で活躍したゴート人の指導者ウァラメールやティウディミールらとともに「兄弟王」と呼ばれたが、三者の間に直接的な血縁があったかは不明である。子にウィデメール（父と同名）がいる。

## 生涯
ウィデミールは5世紀のゴート人の指導者の一人で、初めはフン族の王アッティラに従い、451年のカタラウヌムの戦いではアッティラの下でゴート人の集団を率いていた。しかし453年にアッティラが没した後には徐々にフン族の連合体から離脱して、遅くとも456年頃までには同じくゴート人の指導者だったウァラメールやティウディミールらとともに東ローマ帝国の皇帝マルキアヌスによって雇用された。パンノニアの南部に定住したウィデミールは、459年にはウァラメールが起こした東ローマ帝国への待遇改善の争いに参加し、469年にはティウディミールとともにボリア川の戦いをゴート人の勝利へと導いた。
しかし472年または473年に、度重なる戦争によって荒廃したパンノニアに見切りをつけてイタリア本土へ向けて出発した。しかし、474年には子のウィデメール（父と同名）が西ローマ皇帝グリケリウスの勧めによって西ゴート王国の王エウリックの下でガリアのリムーザンを与えられており、それ以前にウィデメールはイタリアで死去していたものと考えられる。